# Never Give Up
Never Give Up is een nummer van de Australische muzikante Sia uit 2017. Het is afkomstig van de soundtrack van de film Lion.
"Never Give Up" werd een hit in Australië en diverse Europese landen. Het nummer bereikte in Australië, Sia's thuisland, een bescheiden 29e positie. In de Nederlandse Top 40 was het iets succesvoller met een 22e positie, terwijl het in Vlaanderen flopte in de Tipparade.